# Channakalkaval, Piriyapatna
Channakalkaval là một làng thuộc tehsil Piriyapatna, huyện Mysore, bang Karnataka, Ấn Độ.